# Carlos Alvarado (homme politique, 1964)
Pour les articles homonymes, voir Alvarado et Carlos Alvarado.
Carlos Alvarado est un médecin spécialiste en physiatrie et homme politique vénézuélien, né le 17 mars 1964. Il a été ministre vénézuélien de la Santé entre juin 2018 et février 2022.

## Formation
Carlos Alvarado est diplômé de l'école de médecine de l'université centrale du Venezuela, spécialiste en médecine physique et réadaptation. 

## Carrière
En 2006, il est nommé directeur général de la fondation des bâtiments et équipements hospitaliers (fundación de edificaciones y aquipamiento hospitalario ou Fundeeh, en espagnol). Le 30 avril 2013, il est officiellement nommé directeur général des directions nationales de santé, dépendant du ministère de la Santé. Nommé ministre de la Santé en juin 2018, il est remplacé le 9 février 2022 par Magaly Gutiérrez.